# Бодт, Жан де
Жан де Бодт (фр. Jean de Bodt; 1670, Париж — 3 января 1745, Дрезден) — французский архитектор барокко, генерал прусской и саксонской армий.

## Биография
Жан де Бодт изучал архитектуру во Франции у Франсуа Блонделя. 
В 1685 году после отмены Нантского эдикта был вынужден бежать в Голландию из-за своих протестантских убеждений. На военной службе у Вильгельма Оранского он участвовал в многочисленных походах и имел возможность продолжить свою учёбу в Нидерландах, а позднее в Англии, находясь в свите принца. В Лондоне он получил звание капитана инфантерии и инженерного корпуса. 
В 1699 году он принял приглашение курфюрста Бранденбурга Фридриха III и перебрался в Берлин, где был зачислен в 20-й фузилёрский полк. Осенью 1699 года Бодт был назначен руководить возведением берлинского Цейхгауза. Бодт несколько скорректировал в английских и французских традициях первоначальный проект здания. Он также перестроил дворец Шверина в центре Берлина. Бодт также является автором проектов берлинского дворца Подевильса и усадьбы Дёнгофов во Фридрихштейне, а также некоторых деталей Потсдамского городского дворца.
В мае 1705 года Бодт был назначен командиром инженерного корпуса и получил звание полковника. В 1715 году король Фридрих Вильгельм I присвоил ему звание генерал-майора. В 1722 году Бодт был назначен комендантом Везельской цитадели и провёл её реконструкцию. Бодт также является автором проекта Берлинских ворот в Везеле.
После того, как король предпочёл передать заказ на реконструкцию магдебургской крепости Герхарду Корнелиусу фон Вальраве, Бодт ушёл в отставку. По рекомендации друга он поступил на должность генерал-интенданта гражданского и военного строительства и командиром инженерного корпуса в Саксонии и получил звание генерал-лейтенанта. В 1741 году получил звание генерала от инфантерии. В Дрездене Бодт руководил перестройкой Японского дворца.